# 奈良県道・京都府道44号奈良加茂線
奈良県道・京都府道44号奈良加茂線（ならけんどう・きょうとふどう44ごう ならかもせん）は、奈良県奈良市法華寺東交点を起点に京都府木津川市加茂町岡崎に至る主要地方道（奈良県道・京都府道）である。

## 概要
奈良市の北部から北東へと進む。木津川市加茂町中心部ではやや道幅が狭まる。

### 路線データ
- 起点：奈良県奈良市法蓮町
- 終点：木津川市加茂町岡崎

## 歴史
この道路は1907年（明治40年）に廃止された関西鉄道大仏線のルートの一部を踏襲している。黒髪橋をくぐる切り通しは関西鉄道時代にはトンネルであった。

### 年表
- 1959年（昭和34年）12月18日 - 京都府が一般府道奈良加茂線（整理番号・一般府道107）を認定。
- 1961年（昭和36年）2月1日 - 奈良県が一般県道奈良加茂線（整理番号・101）、一般県道生駒奈良線（整理番号・105）、一般県道法蓮奈良阪線（整理番号・175）を認定。
- 1977年（昭和52年）3月28日 - 奈良県が一般県道生駒奈良線を一般県道谷田奈良線（整理番号は104へ変更）へ改称。
- 1982年（昭和57年）
  - 4月1日 - 建設省（現・国土交通省）が一般県道谷田奈良線の一部、一般県道法蓮奈良阪線、一般府県道奈良加茂線を奈良加茂線として主要地方道に指定[1]。
  - 12月24日 - 奈良県が主要地方道奈良加茂線を認定（整理番号・44）。
- 1983年（昭和58年）2月1日 - 京都府が主要地方道奈良加茂線を認定（整理番号・主要地方道4）。
- 1993年（平成5年）5月11日 - 建設省から、主要府県道奈良加茂線が奈良加茂線として主要地方道に再指定される[2]。
- 1994年（平成6年）4月1日 - 京都府が整理番号を奈良県側に合わせ44へ変更。それまで整理番号主要地方道44だった兵庫県道35号・京都府道44号丹南三和線は兵庫県との番号調整で97へ変更。

## 路線状況

### 重複区間
- 奈良県道104号谷田奈良線（奈良県奈良市法蓮町 地内）
- 京都府道754号木津横田線（京都府木津川市梅美台 地内）
- 京都府道47号天理加茂木津線（京都府木津川市加茂町里 地内）

## 地理

### 通過する自治体
- 奈良県
  - 奈良市
- 京都府
  - 木津川市

### 交差する道路
| 交差する道路                         | 交差する場所 | 交差する場所 | 交差する場所 | 備考 |
| ------------------------------------ | ------------ | ------------ | ------------ | ---- |
| 国道24号 奈良県道104号谷田奈良線     | 奈良県       | 奈良市       | 法華寺町東   |      |
| 奈良県道104号谷田奈良線 やすらぎの道 | 奈良県       | 奈良市       | 法蓮仲町     |      |
| 奈良県道754号木津横田線              | 奈良県       | 奈良市       | 梅谷口       |      |
| 京都府道754号木津横田線              | 京都府       | 木津川市     | 梅美台西     |      |
| 京都府道754号木津横田線              | 京都府       | 木津川市     | 梅美台       |      |
| 京都府道752号高田東鳴川線            | 京都府       | 木津川市     | 浄瑠璃寺口   |      |
| 京都府道324号木津加茂線              | 京都府       | 木津川市     | （加茂町里） |      |
| 京都府道47号天理加茂木津線           | 京都府       | 木津川市     | 常念寺西     |      |
| 京都府道47号天理加茂木津線           | 京都府       | 木津川市     | （加茂町里） |      |
| 国道163号                            | 京都府       | 木津川市     | 海住山寺口   |      |

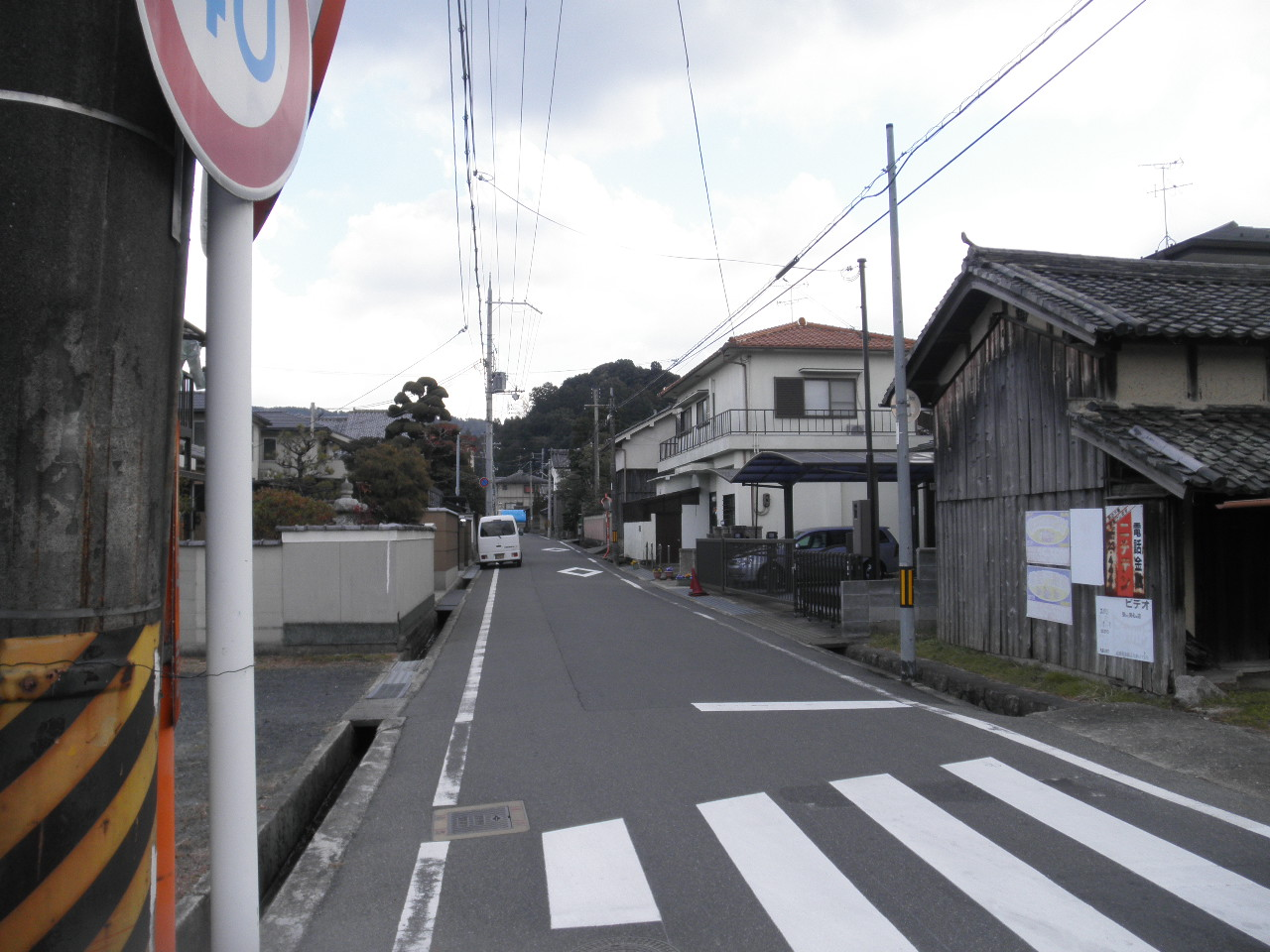
加茂町では道幅が挟まる。
京都府木津川市加茂町里字北里で撮影

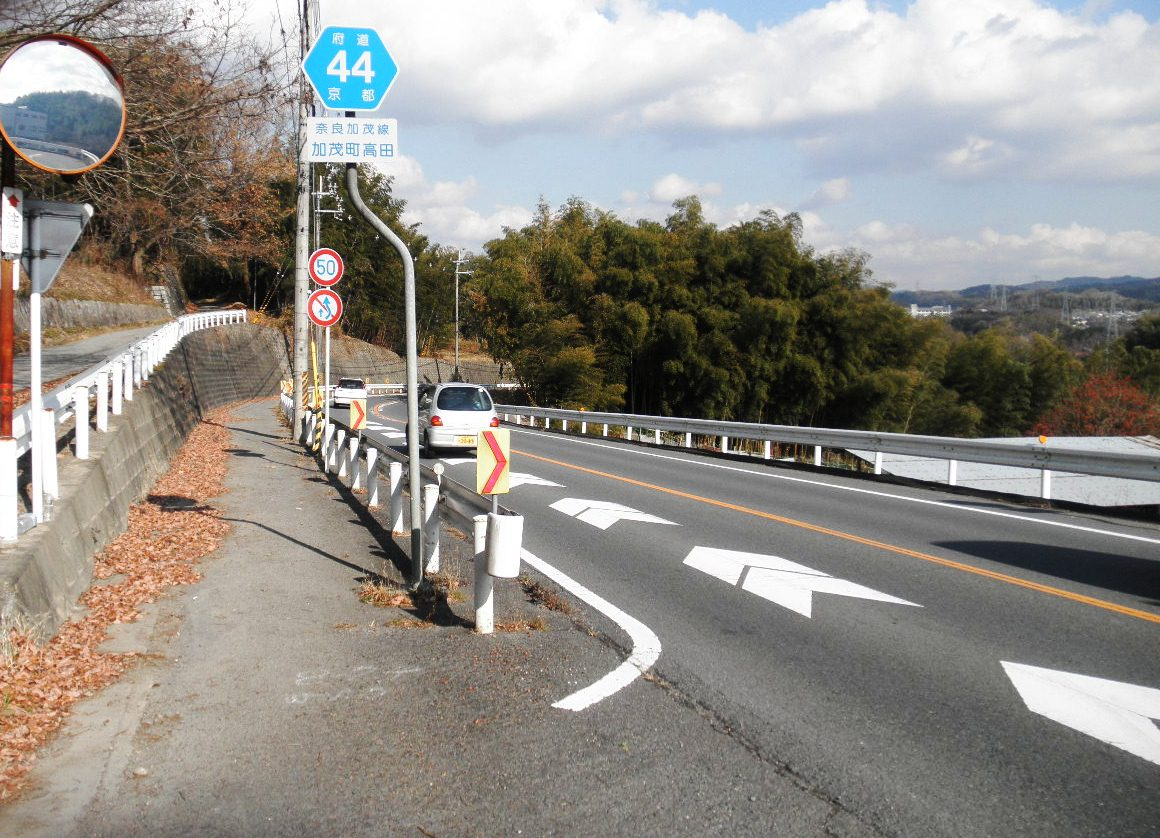
京都府木津川市加茂町高田字鶉原で撮影

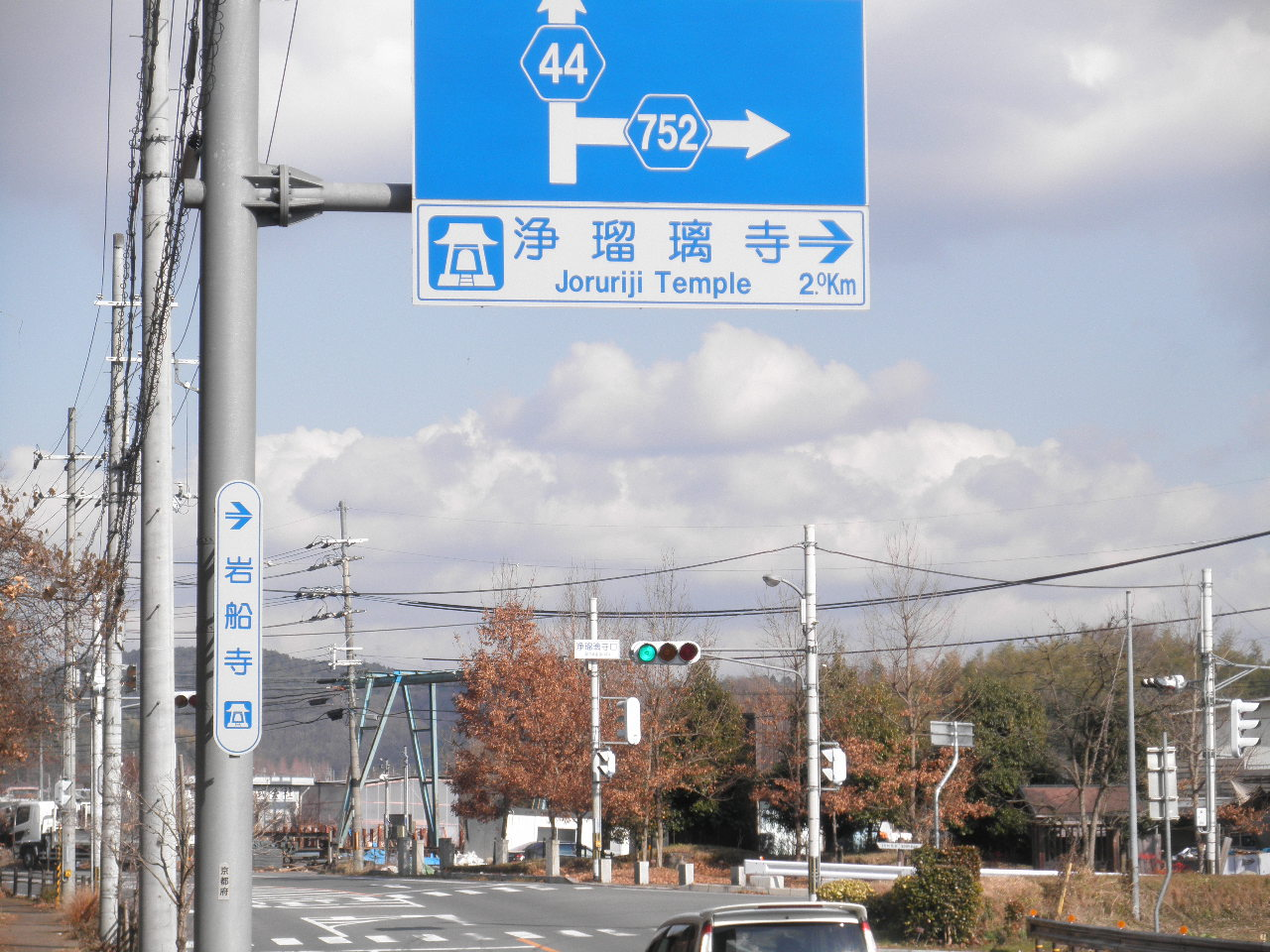
京都府道・奈良県道752号高田東鳴川線とのT字路

※ 交差する場所の括弧書きは地名、それ以外は交差点名で表示

### 沿線にある施設など
- 奈良市立一条高等学校
- 佐保川保育園
- 奈良市立佐保小学校、佐保幼稚園
- 奈良育英学園（高等学校・中学校・小学校・幼稚園）
- 奈良市鴻ノ池運動公園、鴻ノ池球場
- 奈良テレビ放送 本社
- 奈良ドリームランド
- 元正天皇奈保山西陵、元明天皇奈保山東陵
- 辰市城
- 高の原ゴルフセンター
- NTT西日本 京都支店木津梅谷別館
- 光量子科学研究センター（日本原子力研究所関西研究所）
- 関西文化学術研究都市 木津地区
- 美加ノ原カンツリークラブ
- 木津川市立泉川中学校
- 木津川市立加茂小学校
- 山城加茂郵便局
- 木津川市役所 加茂支所（旧・加茂町役場）
- 西日本旅客鉄道（JR西日本）大和路線、関西本線 加茂駅
- 京都中央信用金庫 加茂支店
- 子守神社